# Falicon
Falicon är en kommun i departementet Alpes-Maritimes i regionen Provence-Alpes-Côte d'Azur i sydöstra Frankrike. Kommunen ligger  i kantonen Nice 13e Canton som ligger i arrondissementet Nice. År 2022 hade Falicon 2 170 invånare.

## Befolkningsutveckling
Antalet invånare i kommunen Falicon
Referens: INSEE

## Galleri

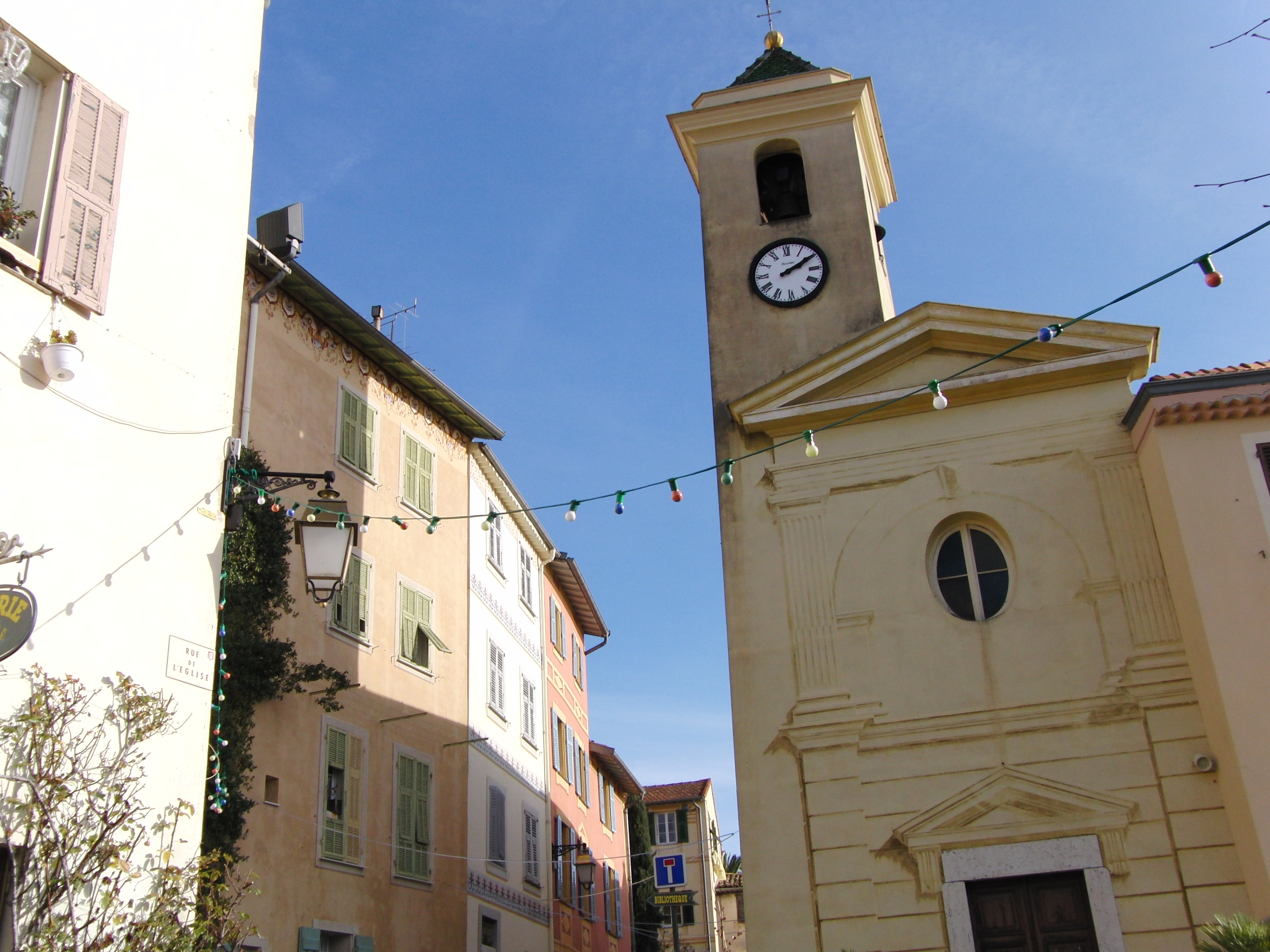
Église de la Nativité-de-la-Sainte-Vierge
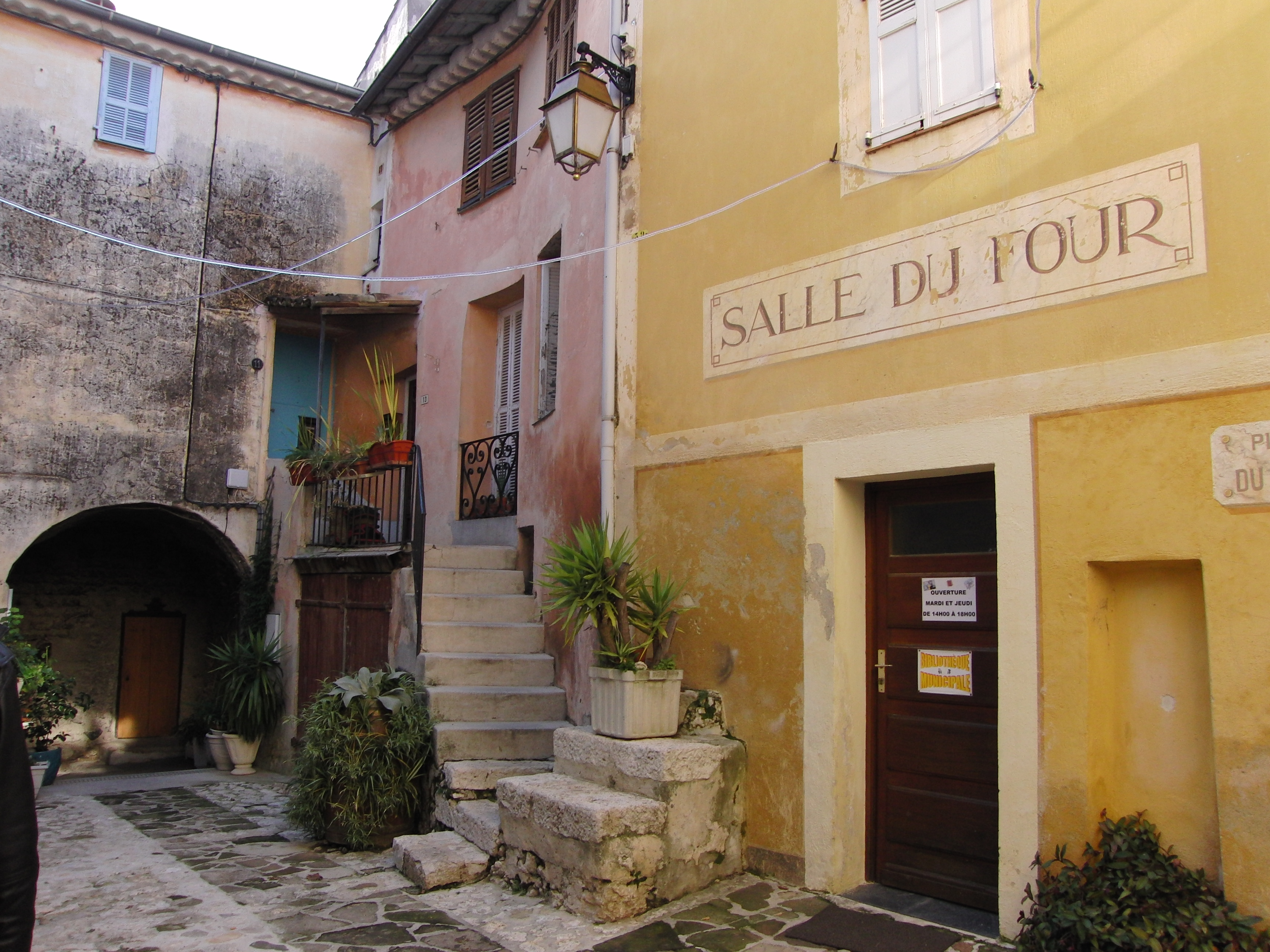